# マチュポウイルス
マチュポウイルス(Machupo virus) はアレナウイルス科に属するウイルスで、ボリビア出血熱の病原体。
日本ではJunin virus、Machupo virus、Guanarito virus、Sabia virusによって引き起こされる、アルゼンチン出血熱、ボリビア出血熱、ベネズエラ出血熱、ブラジル出血熱を総称して南米出血熱と呼ばれている。自然宿主のCalomys callosusはボリビア北部からパラグアイまで分布しているが、患者はボリビア北部に限局している。1959年から1964年のアウトブレイク以後はほぼ患者は報告されていなかったが、2006年より患者数が増加している。致死率は25%-35%と報告されている。マチュポウイルスは、1959年に分離された。米国ではBSL4でのみの使用に限られているカテゴリーA病原体で、研究はほとんどなされていない。